# 인구 모멘텀
인구 모멘텀(Population momentum) 현상은 출산율이 대체 수준(NRR = 1)까지 하락(상승)한 후에도 상당한 기간 동안 지속적으로 인구가 증가(감소)하는 경향을 말한다.
인구 모멘텀은 저출산 상황에서도 인구 증가가 계속되고 있는 상황을 이해하는데 유용한 개념이다.
합계출산율이 대체출산율 수준 보다 낮게 유지된다면 인구는 궁극적으로 감소하게 된다. 하지만 현실에서는 합계출산율이 대체출산율 수준보다 낮게 유지되고 있음에도 인구감소가 발생하지 않고 인구가 증가하는 현상을 보일 때가 많다.
이는 세 가지 방식으로 가능하다. 첫째는 사망률 개선에 의해 사망자수가 감소하는 경우이다. 출생아수보다도 사망자수가 더 빠르게 감소한다면 전체 인구수는 증가할 수 있다. 둘째, 외국으로 인구의 유출보다 유입이 더 많은 경우이다. 출산과 사망에 의한 인구변화량보다도 순유입에 의한 변화량이 더 큰 경우이다. 마지막의 경우가 인구 모멘텀이 작동하는 경우이다. 연령구조는 출생아 수와 사망자수 두 가지와 모두 관련이 있다. 비록 출산율이 낮은 수준이더라도 가임기 여성인구가 전체 인구에서 차지하는 비중이 크다면 출생아 수는 상당할 수 있다. 사망률이 개선되는 과정에서 고령층 인구비중이 아직 크지 않은 경우엔 전체 사망자수가 감소할 수 있지만, 고령층 인구 비중이 커지는 고령사회에 접어들게 되면 사망자수는 전 시기보다 늘어날 수 있다.
인구 모멘텀은 그 영향력의 방향에 따라 양의 모멘텀(positive momentum)과 음의 모멘텀(negative momentum)으로 구분할 수 있다. 양의 모멘텀은 인구변천 과정에서 과거 고출산 사회의 영향으로 가임기 여성인구 비중이 커져있을 때 발생하는 힘이다. 즉 출산율이 대체출산율보다 낮은 수준이 유지되더라도 출생아 수는 상당수를 유지하게 함으로써 인구증가를 가능케 한다.
음의 모멘텀은 대체수준보다도 낮은 저출산율이 지속되는 동안 부모세대보다 자녀세대의 규모가 작아짐으로 인해, 자녀세대가 가임기에 접어들었을 때 발생할 수 있는 힘이다. 즉, 합계출산율이 대체출산율 수준으로 반등한다 하더라도 가임기 여성인구의 비중이 작음으로 인해서 인구의 감소가 발생할 수 있다는 것이다.

## 같이 보기
- 인구 과잉
- 인구통계학
- 인구 관련 단체 목록